# Vozuća
Vozuća är ett samhälle i Bosnien och Hercegovina. Det ligger i den centrala delen av landet, 60 km norr om huvudstaden Sarajevo. Vozuća ligger 326 meter över havet och antalet invånare är 3 209.
Terrängen runt Vozuća är huvudsakligen kuperad. Vozuća ligger nere i en dal. Närmaste större samhälle är Zavidovići, 18,9 km nordväst om Vozuća.
I omgivningarna runt Vozuća växer i huvudsak lövfällande lövskog. Runt Vozuća är det ganska tätbefolkat, med 93 invånare per kvadratkilometer.